# Атилий Фортунациан
Атилий Фортунациан (на латински: Atilius Fortunatianus) е латински граматик от края на III и началото на IV век.
Произлиза от сенаторската фамилия с консулски ранг Атилии.
Автор е на версификации. Анализира Хораций.
Той се ползва с добро име в африканските провинции.